# Holger Machatschek

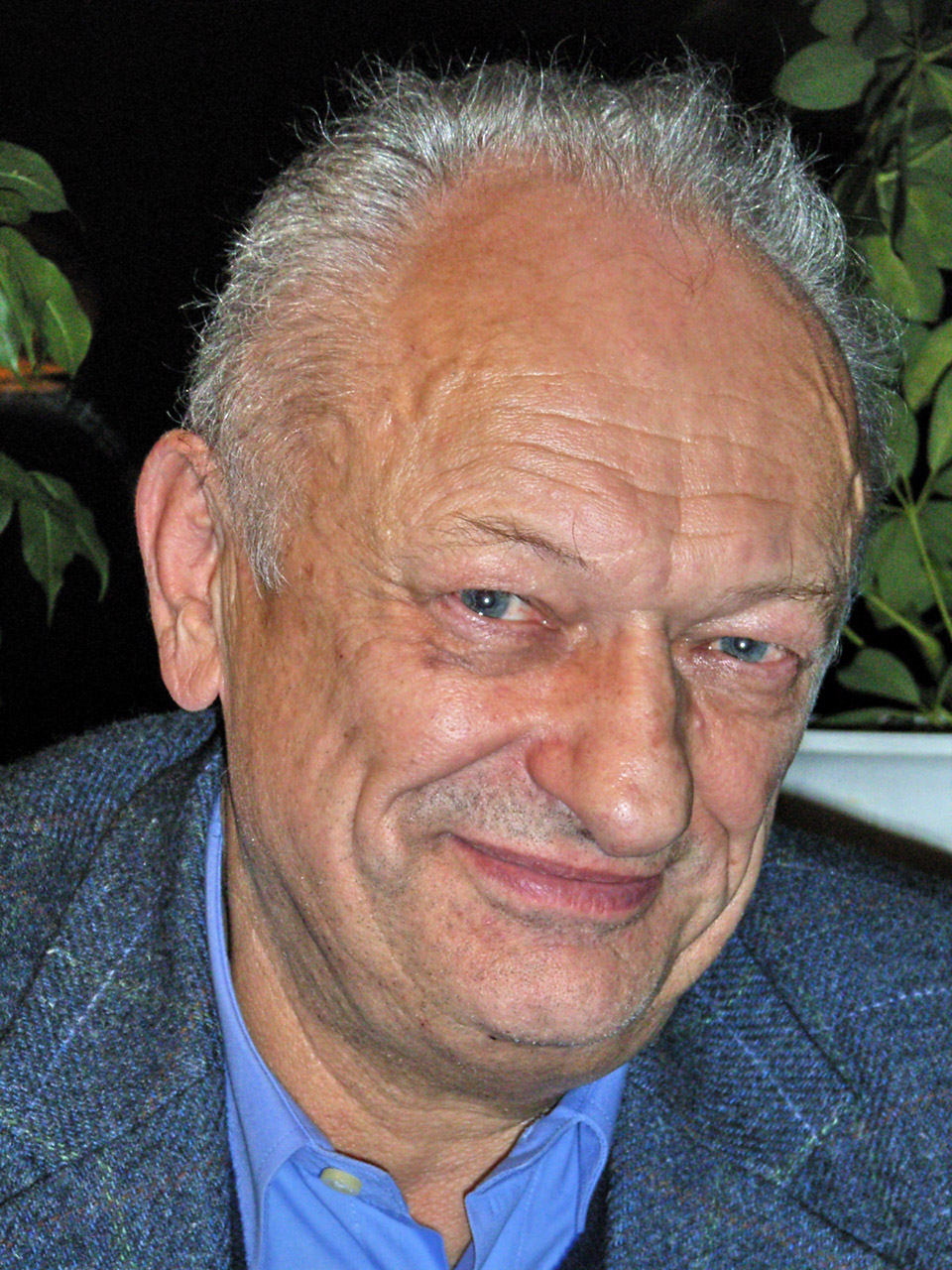
Holger Machatschek

Holger Machatschek (* 13. Mai 1939; † 7. Oktober 2023) war ein deutscher Kanute und Buchautor. Machatschek war einer der Pioniere des alpinen Wildwassersports. 2021 wurde er in die International Whitewater Hall of Fame aufgenommen.

## Kanusport
Machatschek gründete 1972 zusammen mit weiteren Wildwasser-Kanuten den Alpinen Kajak Club, kurz AKC. Der Club entwickelte sich schnell zum renommiertesten internationalen Wildwasser-Club. Auf seine Initiativen gehen die Club-Kontaktliste, die Pegelliste und der AKC-Tipp (das Informationsblatt des Clubs) zurück. Ein besonderes Anliegen von Holger Machatschek war es, das Wildwasserfahren sicherer zu machen. Er war auch maßgeblich bei der Festlegung der weltweit gültigen Wildwasser-Schwierigkeitsgrade via DKV und ICF beteiligt.
Zusammen mit Kollegen gründete Holger Machatschek den Verband Deutscher Kanu-Schulen (VDKS), ein Vorläufer des heutigen Bundesverbandes Kanu. Seit 1982 war er Mitherausgeber der beiden jährlich erscheinenden Kanu-Kalender des DKV. Besonders brachte er sich beim „Kanu Alpin“-Kalender mit Wildwassermotiven ein.

### Sicherheit
In den 1970er Jahren entstanden durch das Aufkommen von neuen Materialien wie GfK und Polyethylen neue Bootstypen, die die Befahrungsmöglichkeiten schwerer Wildwasserflüsse gegenüber den zuvor verwendeten Faltbooten erheblich erweiterten. Allerdings gab es dabei zahlreiche, häufig tödlich verlaufende, Unfälle. Holger Machatscheck setzte sich daher zum Ziel, die Zahl der Unfälle zu reduzieren. Viele wichtige Innovationen im Wildwassersport gehen auf die Anregungen und Entwicklungen von Holger Machatschek zurück.
Aus vielen Varianten entstand zunächst der Wurfsack, mit dem im Wildwasser schwimmende Kanuten vom Ufer aus gerettet werden können. Aufgrund zahlreicher schwerer Unfälle mit Fußverletzungen entwickelte er eine Sicherheitsfußstütze. Zusammen mit anderen AKC-Mitgliedern entwickelte er eine Sicherheits-Schwimmweste. Die Weste wurde vor allem als Hilfsmittel bei Schwimmunfällen entwickelt. Sie beinhaltet fünf verschiedene Funktionen, u. a. eine Paniklösung vom Rettungsseil. Sie wurde schnell zum Sicherheitsstandard aller modernen Westen. Auch entwickelte er eine Sicherheitsluke, die bei Unfällen das Aussteigen aus dem Kajak mit den Knien voraus ermöglicht.

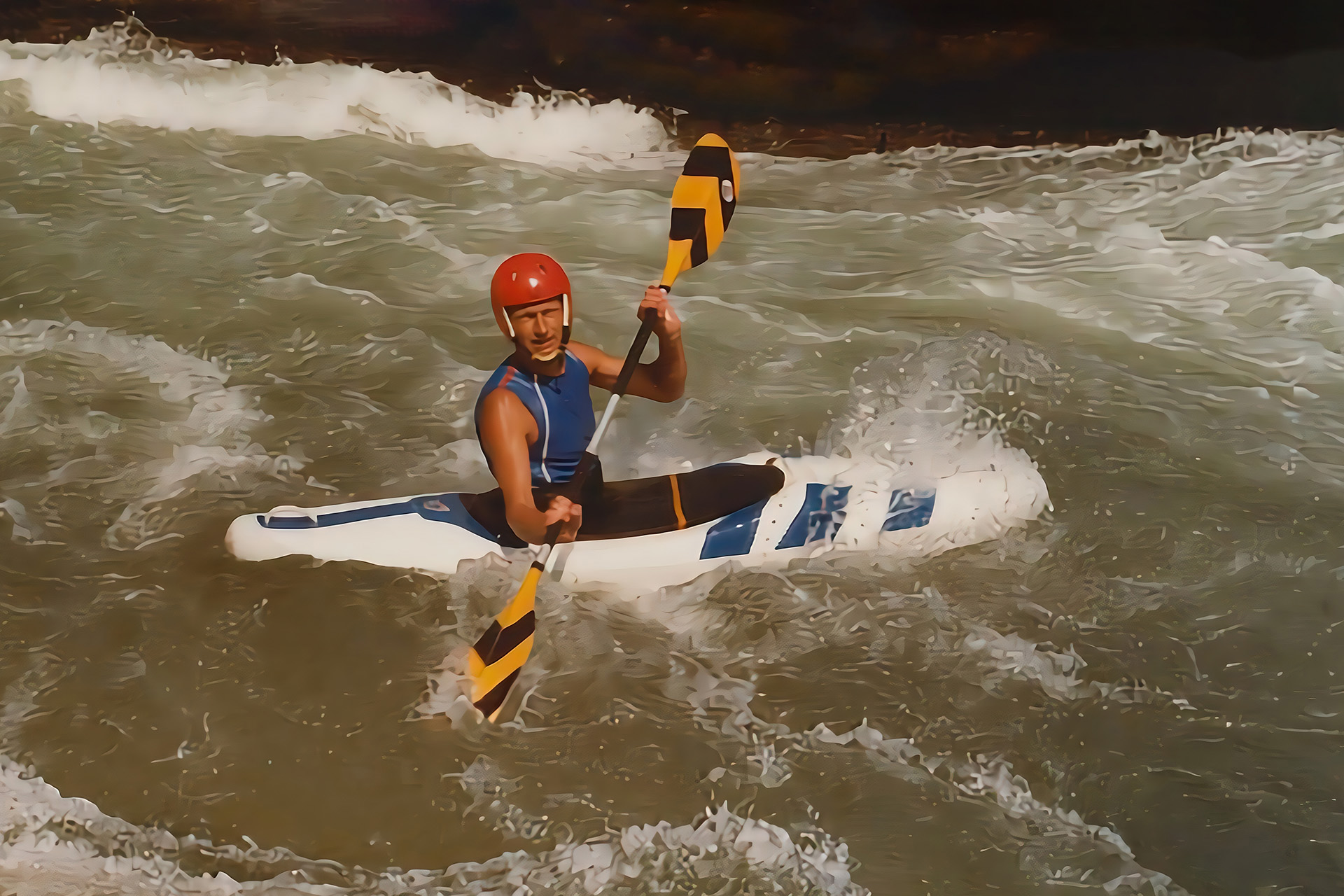
Holger Machatschek, Topolinotreffen 1982

1983 sammelte Machatschek mit Kollegen das Sicherheits-Know-how der AKC-Mitglieder und verfasste dazu eine Sicherheits-Broschüre, das Buch Kanu-Gefahren. In diesem Buch sind verschiedene Unfallszenarien beschrieben und Rettungsmöglichkeiten aufgezeigt. Das Buch wurde zum Sicherheits-Standard der Wildwasser-Szene und dient als Grundlage für alle später erscheinenden Sicherheitsratgeber im Kanusport. Auffällig war, dass ab Erscheinen des Buchs die seit Jahren anhaltende Serie an Todesfällen im Wildwasser-Bereich deutlich zurückging.
Ebenfalls in den 1980er Jahren überraschte Machatschek die Szene mit einem Kurzboot, dem Topolino, dessen Länge nur etwa die Hälfte der sonst üblichen Kajaklänge von gut 4 Metern ausmachte. Dieses mit anderen AKC-Mitgliedern gebaute Kurzboot wurde anfangs belächelt, bestach aber durch seine Wendigkeit und verringerte die Zahl an Steckunfällen. Kurzboote ähnlicher Bauart sind inzwischen Standard im schweren Wildwasser.

### Befahrungen

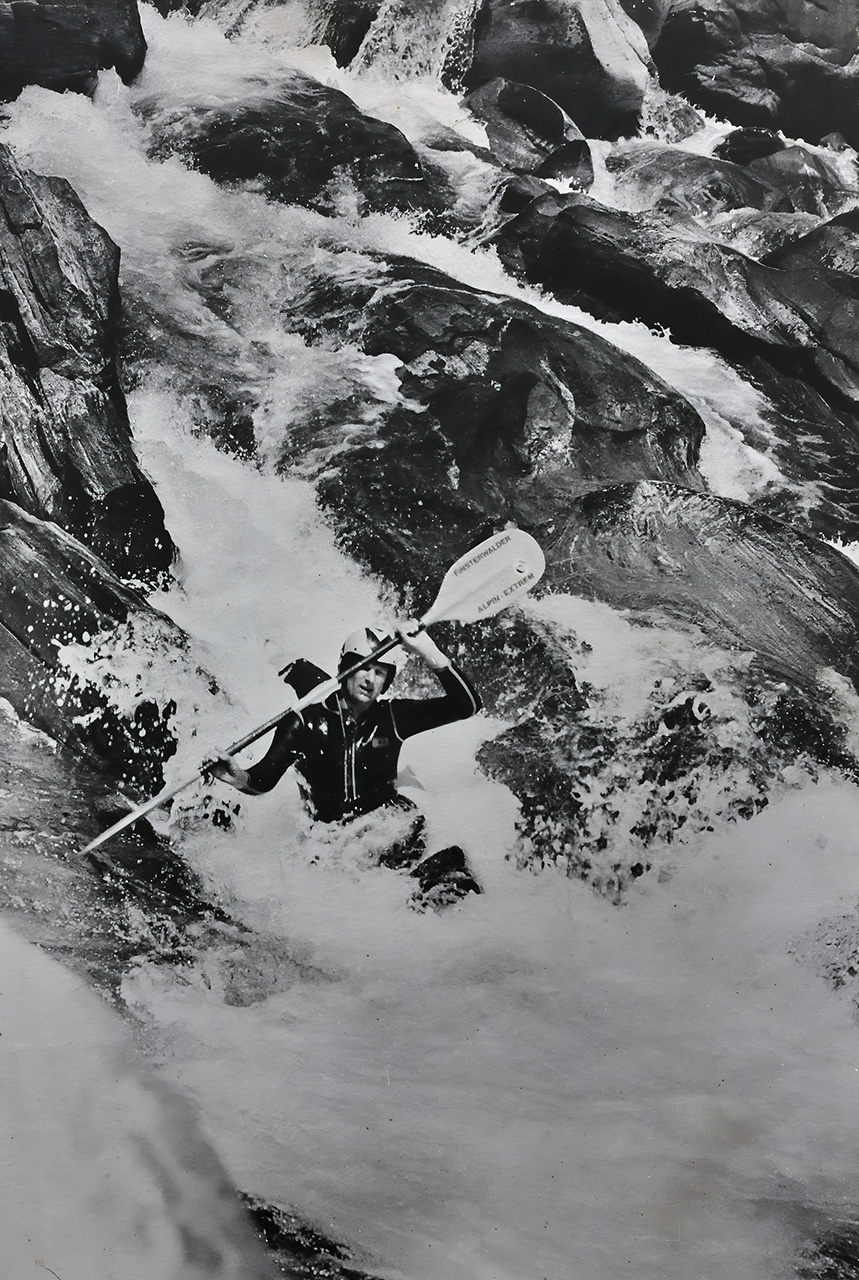
Holger Machatschek auf der Verzasca

Holger Machatschek war Teilnehmer und Initiator herausragender Befahrungen:
- Schwarzbach, Erstbefahrung (1979) (D)[6]
- Große Vecchioschlucht, Erstbefahrung (1977) (F)[7]
- Travo, erste durchgehende Befahrung (1977) (F)[7]
- Ötztaler Ache – Schräge Platte (mittlere Ötz), Erstbefahrung (1972) (Ö)[8]
- Talferbach, Erstbefahrung (I)[2]
- San Bernadino, Tessin, Erstbefahrung (1977) (CH)[9]
- Cannobino, Tessin, Erstbefahrung (1979) (CH)[10]
- Inn – Imster Schlucht, erste und bislang einzige Nachtfahrt (1972) (Ö)[8]
- Salzach-Öfen, erste und bislang einzige Nachtfahrt (1978) (Ö)[7]
- Oberster Ziller, Erstbefahrung (1976) (Ö)[11]
- Anza, Erstbefahrung (1977) (I)[7]
- Obersulzbach, Erstbefahrung (1973) (Ö)[8]

### Internationales Kanu-Museum
1995 gründete Holger Machatschek zusammen mit Stephan Bayerl das Internationale Kanu-Museum (IKM). Das Museum verfügt inzwischen über eine umfangreiche Sammlung von Booten (u. a. Kajaks von Luther, Rittlinger und Heurich) und Kanu-Literatur.

## Politisches Engagement
Machatschek war seit 1983 Mitglied des Bündnis 90/Die Grünen. Er war Mitbegründer des Münchener Ortsverbandes Bogenhausen der Partei und fungierte für fast 27 Jahre als deren Vertreter im Bezirksausschuss. Er wurde mit der Medaille „München leuchtet“ in Silber ausgezeichnet. 1993 war er stellvertretender Vorsitzender des Bezirksausschuss-Vorstands der GRÜNEN, leitete das Untergremium Verkehr (von 1996 bis 2002) sowie den seinerzeit neu aufgestellten Unterausschuss Stadtentwicklung, Öffentlicher Raum, Ökologie (von 2008 bis 2014).

## Werke
- Richtig Wildwasserfahren (mehrere Auflagen), BLV, 1983, 1986, 1996, ISBN 978-3-405-13149-4
- Alpines Wildwasserfahren: Alpine Lehrschrift, (mit Hans Matz und Paul Jäger), Bergverlag Rother, 1980, ISBN 978-3-7633-6050-5
- Kajak + Kanu: das große Buch des Paddelsports / Bill Mattos, [Aus dem Engl. von Holger Machatschek], Delius Klasing, 2004, ISBN 978-3-7688-1515-4
- Faszination Kanusport / Gary & Joanie McGuffin, [Dt. Übers.: Holger Machatschek], Heel, 2000, ISBN 3-89365-849-1
- Alpiner Kajak Club (Hrsg.), „Kanu-Gefahren“, 1983, (5 Auflagen)
- Alpines Wildwasserfahren. Mit einer Demonstration der Technik von Slalomweltmeister Norbert Sattler, (mit Hans Matz und Paul Jäger), Bergverlag Rother, 1980, ISBN 3-7633-6050-6
- Grundlagen des Kanusports. Kanadier, Dickert, Wayne, Rounds, Jon, [Dt. Übers.: Holger Machatschek], Delius Klasing, 2006, ISBN 978-3-7688-1723-3
- Kajak und Kanadier im Wildwasser, Sichern und Bergen, Franco Ferrero, [Dt. Übers.: Holger Machatschek], ISBN 978-3-7688-2551-1
- Eine sechsteilige Serie über Wildwasserkriterien, Teil 1 und 2 in „Kanu-Sport“ 8/1977, S. 151–154, Teil 3 und 4 in Heft 15/1977, S. 298 f., Teil 5 und 6 in Heft 17/1977, S. 350 f.
- Wildwasserkriterien Wehre, „Österreichs Paddelsport“, Heft 1–2/1977, S. 10 f.
- Die Partnachklamm, der Loisach stärkste Arm, Tours – das Abenteuer Magazin, Ausgabe 2/1980, Seite 72–74
- Hans Memminger – Wasser und Licht. Zum Tode des Kanu-Pioniers und Filmemachers, „Kanu-Sport“ 9/2009, S. 22 f.
- Kanu-Sport vor fünfzig Jahren, „Kanu-Sport“ 12/2000, S. 556 f.
- Das wechselvolle Leben des Faltbooterfinders. Alfred Heurich – Der Vater einer Idee, „Kanu-Sport“ 5/2005, S. 24–27